# Севр (кантон)
Севр (фр. Sèvres) — кантон у Франції, в департаменті О-де-Сен регіону Іль-де-Франс.

## Склад кантону
Кантон включає в себе 1 муніципалітет:
| Муніципалітет | Площа | Населення, осіб | Рік  |
| ------------- | ----- | --------------- | ---- |
| Севр          | 3,91  | 23174           | 2007 |

| Франція | Це незавершена стаття з географії Франції. Ви можете допомогти проєкту, виправивши або дописавши її. |